# 香茜科
香茜科又名四角果科，共有2属5种，分布在热带东南亚，中国有2属3种，仅存于云南。
本科植物为多年生草本或亚灌木；单叶对生，无托叶；花两性，两侧对称或辐射对称，花瓣4－5裂，覆瓦状排列或内向镊合状排列。
1981年的克朗奎斯特分类法将这两属列在茜草科中，1998年根据基因亲缘关系分类的APG 分类法认为应该单独分为一个科，但没有归入任何目中，直接放在II类真菊分支之下，2003年经过修订的APG II 分类法将其列在唇形目中。